# اتحادیه فینگری
اتحادیه فینگری (به لاتین: Fingri Union) یک منطقهٔ مسکونی در بنگلادش است که در Satkhira Sadar Upazila واقع شده‌است.